# Дворец Головинского
Дворец Онуфрия Головинского — первый каменный дворец на Крещатике, построенный польским помещиком на рубеже XVIII-XIX столетия.
Не сохранился.

## История участка

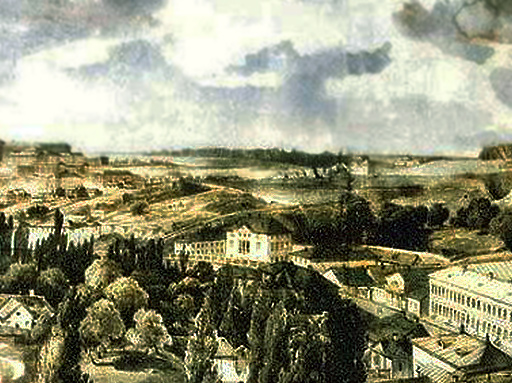
Имение с дворцом Головинского на рисунке 1850 года

По состоянию на конец XVIII столетия Крещатик, по словам исследователя Николая Закревского, был ещё сплошной пустотой и здесь не было ни одного сооружения. А в районе Бессарабской площади стояли заезды и шлагбаумы, возле которых проверяли документы у приезжих.
Ситуация начала меняться после 1797 года, когда из Дубно в Киев перевели контрактовую ярмарку. В течение 1797—1803 годов лучшие усадьбы вдоль бывшей Васильковской дороги, примерно от Трёхсвятительской до Прорезной улицы, выделяют киевским чиновникам и магнатам. Неплотная застройка Крещатика продолжалась до второй половины XIX века. Утверждение нового плана Киева 1837 года способствовало дальнейшему развитию улицы. Свободными остались худшие участки, которые достались мещанам и купцам.
Самый первый, кто приобрёл усадьбу на Крещатике, был Киевский и Богуславский уездный маршал, исполняющий обязанности киевского губернского маршала, владелец нескольких сёл в Киевской губернии, коллежский советник Онуфрий Головинский.
В начале XIX веке на участке под валом Старокиевской крепости Головинский застроил свою усадьбу. На отступлении от красной линии он поставил дворец в стиле классицизма и неоампира. Фасад городской резиденции украшали ионические колонны под треугольным фронтоном. Вдоль дворца построили флигеля. В левом находился домашний оркестр, сформированный из крепостных Головинского.
В 1829 году в усадьбе разместили госпиталь для пленных турок. В 1830 году помещения передали интендантской службе.

## Почтовая контора
В 1849 году помещения усадьбы Головинского заняла Киевская почтовая контора. Во дворе обустроили место для почтовых дилижансов и карет.
1 апреля 1886 года на втором этаже почтовой конторы открылась первая государственная телефонная станция в виде коммутатора ручного обслуживания на 60 номеров. В 1891 году здесь установили один из первых в Киеве таксофонов.
В 1880-х годах на территории усадьбы достраивают дополнительные помещения. Однако это оказалось недостаточно. Поскольку почтовая и телефонная службы продолжали разрастаться, то решили построить новое помещение. В 1908 году дума приняла соответствующее решение. Строительство началось в 1912 году под руководством архитектора Александра Кобелева. Летом 1914 года бывший дворец разобрали и на его месте, в глубине двора, успели соорудить четырёхэтажный корпус с операционными залами и телефонной станцией. В 1917 году строительство остановили.

## Галерея

Киевская почта и телефон
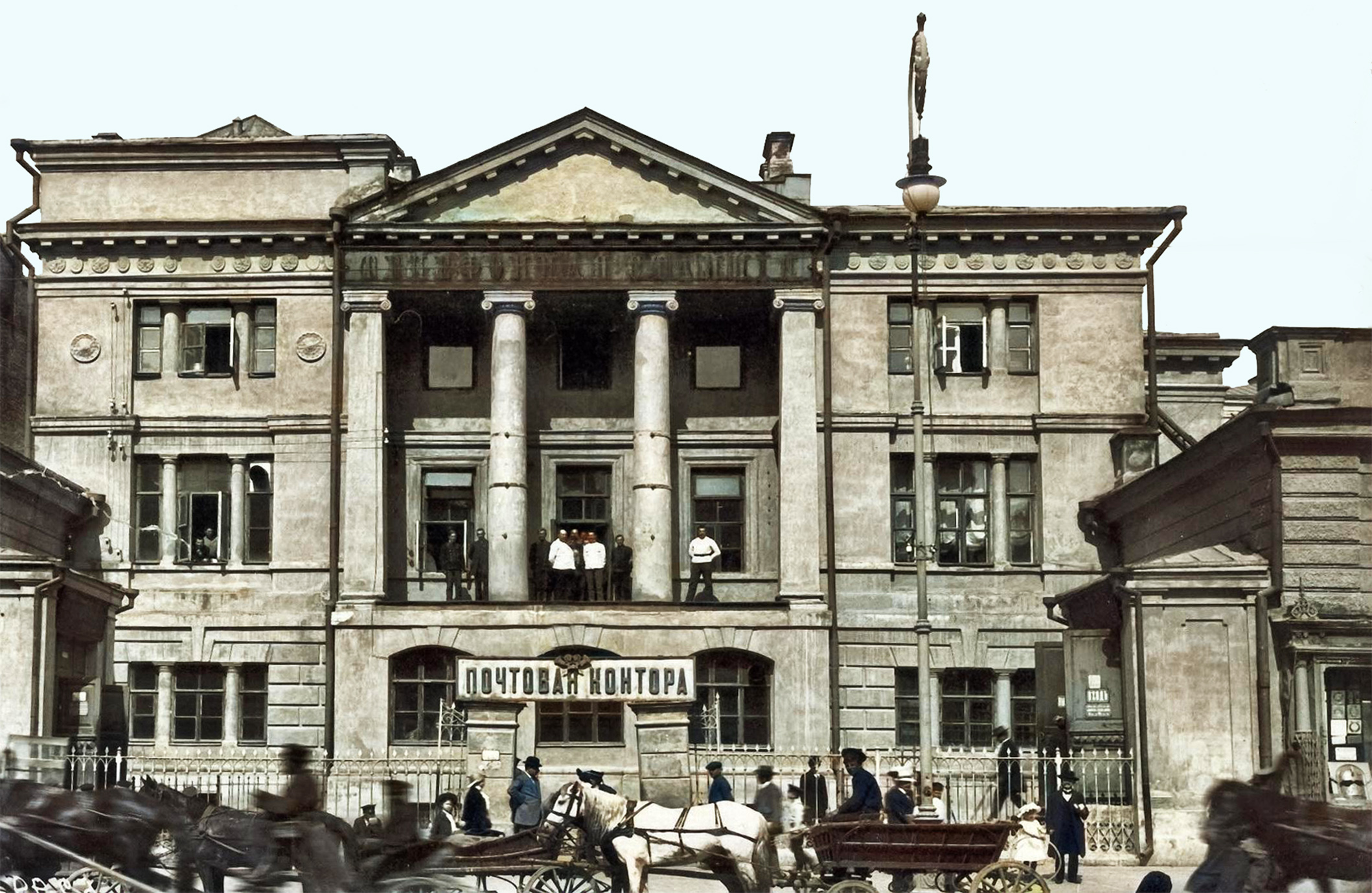
1899—1905 годы
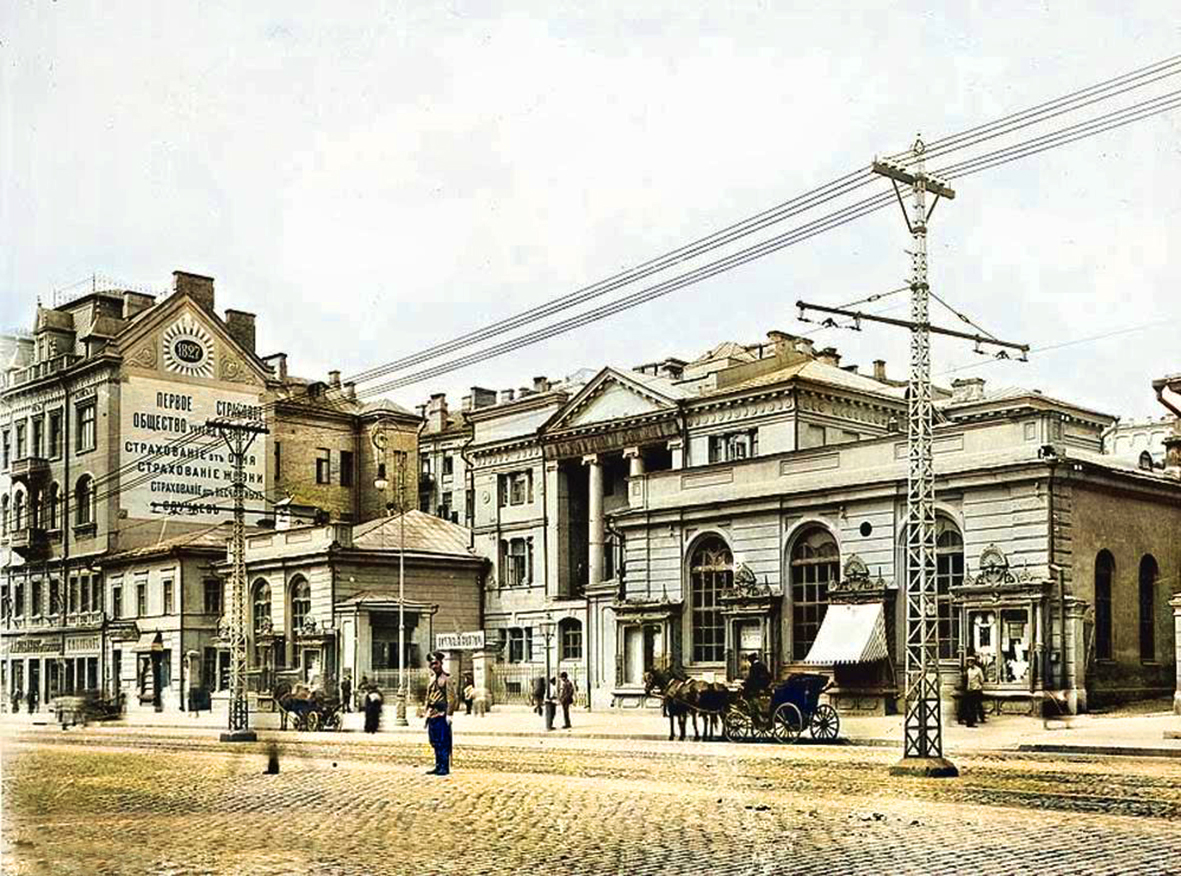
Около 1900 года
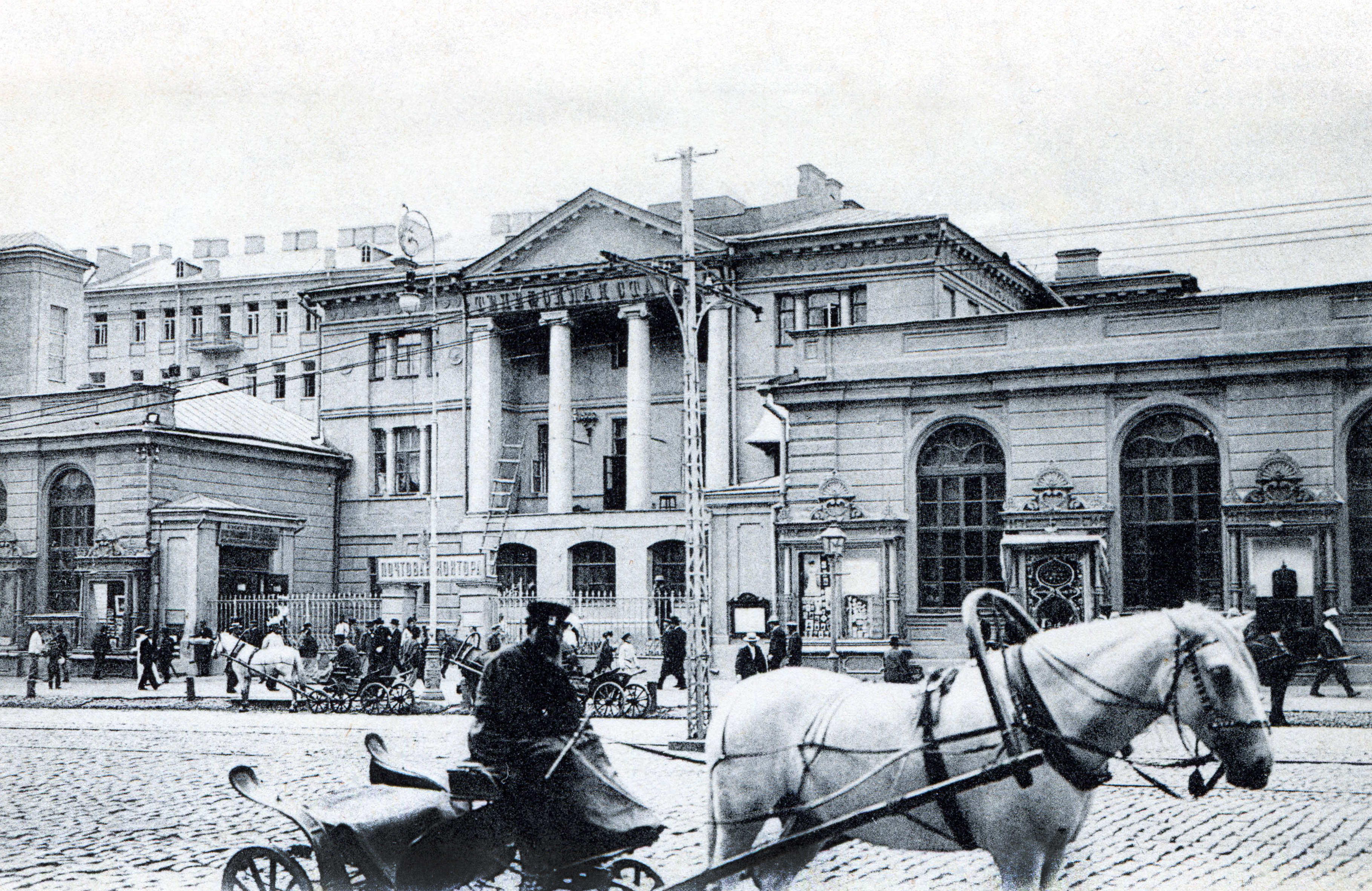
Почта и телефонная станция